# بلوار (فیلم ۱۹۹۴)
«بلوار» (انگلیسی: Boulevard) یک فیلم جنایی هیجانی است که در سال ۱۹۹۴ تهیه شده‌است. از بازیگران آن می‌توان به را داون چونگ، کاری ورر، لو دایموند فیلیپس، و لانس هنریکسن اشاره کرد.